# Horst Bretthauer
Horst Bretthauer (* 1907 oder 1908; † 6. Oktober 1994) war ein deutscher Handballspieler und Jurist.
Der promovierte Jurist Bretthauer begann seine sportliche Laufbahn zunächst in der Fußballabteilung der Siegener Sportfreunde und spielte dort in der 1. Jugendmannschaft. Später wechselte er zur Handballabteilung und gehörte der Ende der 1920er Jahre national erfolgreichen Feldhandball-Abteilung der Sportfreunde Siegen an. Als Mitglied dieser Mannschaft nahm er 1930 am in Hagen ausgetragenen Endspiel um die deutsche Meisterschaft gegen den Polizei SV Berlin teil, das die Sportfreunde erst nach zweimaliger Verlängerung verloren. Bretthauer starb im Alter von 86 Jahren.